# Heterospilus genalis
Heterospilus genalis är en stekelart som beskrevs av Vladimir Ivanovich Tobias 1976. Heterospilus genalis ingår i släktet Heterospilus och familjen bracksteklar. Inga underarter finns listade i Catalogue of Life.